# Stworzenie świata

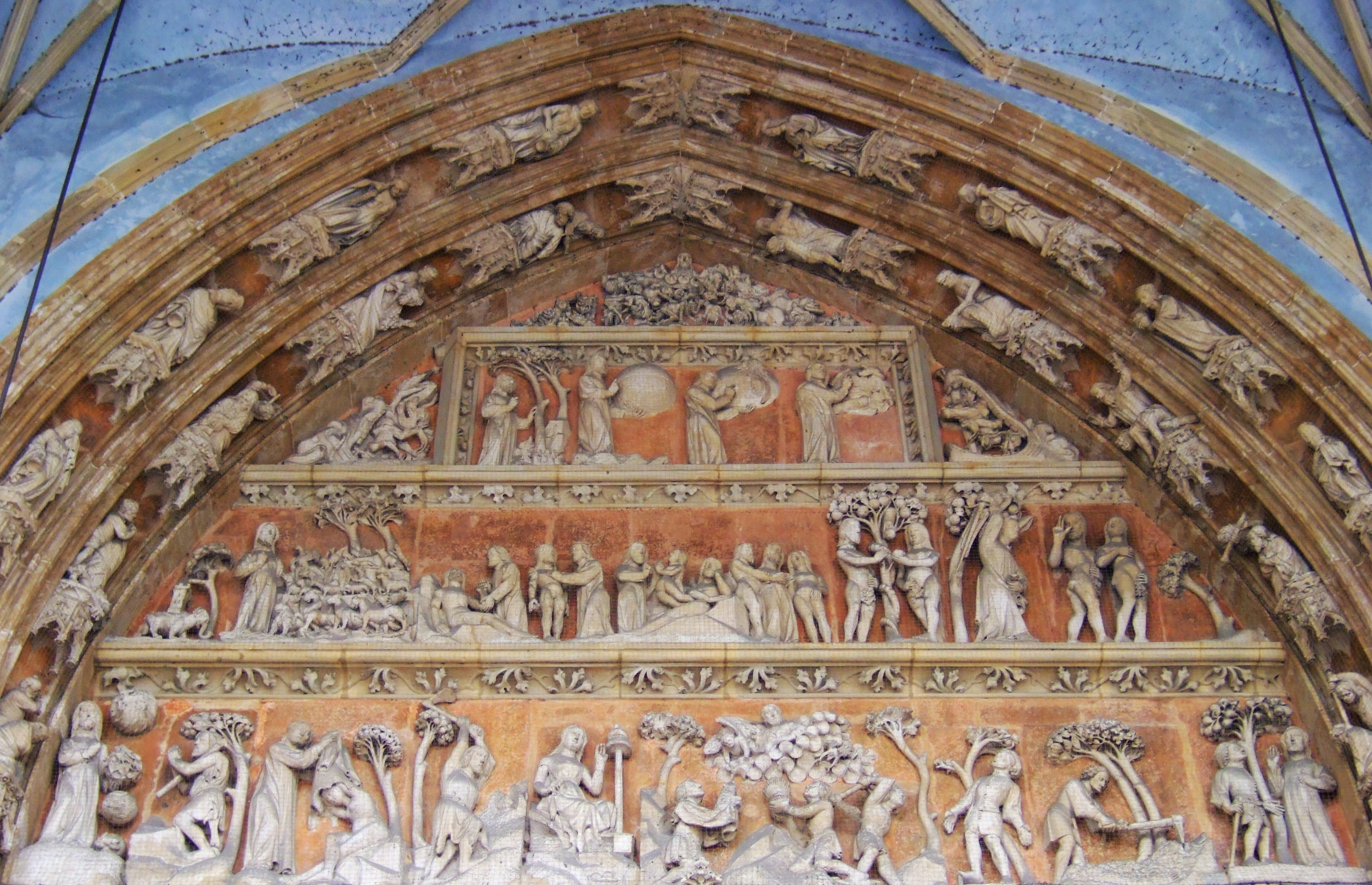
Stworzenie świata na tympanonie katedry w Ulm

Stworzenie świata – akt, w którym bóg, bogowie, najwyższa istota transcendentna, praprzyczyna, arché, powołuje do istnienia materię, przestrzeń i czas.
W podstawowych systemach filozoficznych świat został stworzony lub zaistniał za przyczyną odpowiednio:
- Arché – jońska filozofia przyrody
- Budowniczy świata – Platon (→ deizm)
- Pierwsza przyczyna – Arystoteles
- Logos – Filon z Aleksandrii
- Absolut – Plotyn (→ panteizm)
- Bóg Stwórca – chrześcijaństwo (Bóg w chrześcijaństwie), judaizm (Bóg w judaizmie), islam (Allah) (→ creatio ex nihilo, Stworzenie świata według Biblii)

Idea stworzenia świata jest obecna we wszystkich religiach i jest pochodną wiary we wszechmoc i odwieczność bóstwa. Religijne opisy stworzenia świata, choć mogą posługiwać się słownictwem zbliżonym do języka filozoficznego, to jednak semantyka znaczeń religijnych zazwyczaj jest różna od filozoficznych. Z tego powodu w religiach funkcjonuje często mityczny opis stworzenia będący jednocześnie nośnikiem zasad teologicznych.